# هاريسون وليامز (رجل أعمال)
هاريسون وليامز (بالإنجليزية: Harrison Williams)‏ هو شخصية أعمال أمريكي، ولد في 1873، وتوفي في 1953.